# Pol Salvador
Pol Salvador Hernández (Camprodón, Gerona, 2 de abril de 2001), conocido como Pol Salvador, es un futbolista español que juega como centrocampista, en el SK Vorwärts Steyr de la Oberösterreich Liga.

## Trayectoria
Natural de Camprodón, Gerona, Pol Salvador es un jugador formado en las categorías base del Villarreal C. F., R. C. D. Español y C. E. Mataró. En 2018 firmó por la U. D. Las Palmas para jugar en el juvenil.
El 26 de febrero de 2019, siendo jugador del Juvenil de División de Honor renueva su contrato con la U. D. Las Palmas por tres temporadas. El 19 de abril de 2019, Salvador hizo su debut con la Unión Deportiva Las Palmas "C"  en la Tercera División de España, en un empate a cero como frente al C. D. El Cotillo.
El 20 de julio de 2020, hizo su debut con el primer equipo de la U. D. Las Palmas en la Segunda División, en un encuentro frente al Extremadura U. D. que acabaría con victoria por cinco goles a uno. En dicho encuentro el centrocampista jugaría 25 minutos y sufriría un golpe fortuito con el guardameta, Álex Domínguez que le produciría un traumatismo craneoencefálico leve por lo que acabaría en el hospital.
Durante la temporada 2020-21, formó parte de Las Palmas Atlético en Segunda División B y estuvo en varias convocatorias y entrenamientos del primer equipo de la U. D. Las Palmas en Segunda División. En la temporada 2021-22, siguió en el filial amarillo ahora en segunda RFEF e igual dinámica en el primer equipo, llegando a jugar un total de tres partidos, uno de liga en el estadio Gran Canaria el 5 de diciembre de 2021 contra el Sporting de Gijón que acabó con la victoria canaria por un gol a cero y jugó otros dos partidos en Copa del Rey, el primero de ellos el 2 de diciembre de 2021 contra Vélez C. F. y con victoria del equipo canario por dos goles a tres y el segundo partido que disputó fue el día 15 de diciembre de 2021 contra el Real Valladolid en el estadio José Zorrilla en el cual hizo su debut como titular y habiendo jugado un total de 58 minutos, en el que el equipo local se impuso por tres goles a uno y con este resultado acabó eliminando al equipo canario de la Copa del Rey.
Las dos siguientes temporadas las pasó en el filial, hasta que rescindió su contrato en el verano de 2024. Estuvo sin equipo hasta enero, cuando fichó por el Unión Sur Yaiza de Segunda Federación. En julio de 2025 se fue al fútbol regional austriaco, firmando por el SK Vorwärts Steyr de la Oberösterreich Liga (4.º nivel).

## Clubes
| Club                 | País    | Año       |
| -------------------- | ------- | --------- |
| U. D. Las Palmas "C" | España  | 2019−2020 |
| Las Palmas Atlético  | España  | 2020-2024 |
| U. D. Las Palmas     | España  | 2021-2022 |
| Unión Sur Yaiza      | España  | 2025      |
| SK Vorwärts Steyr    | Austria | 2025-     |